# Vinessa Shaw

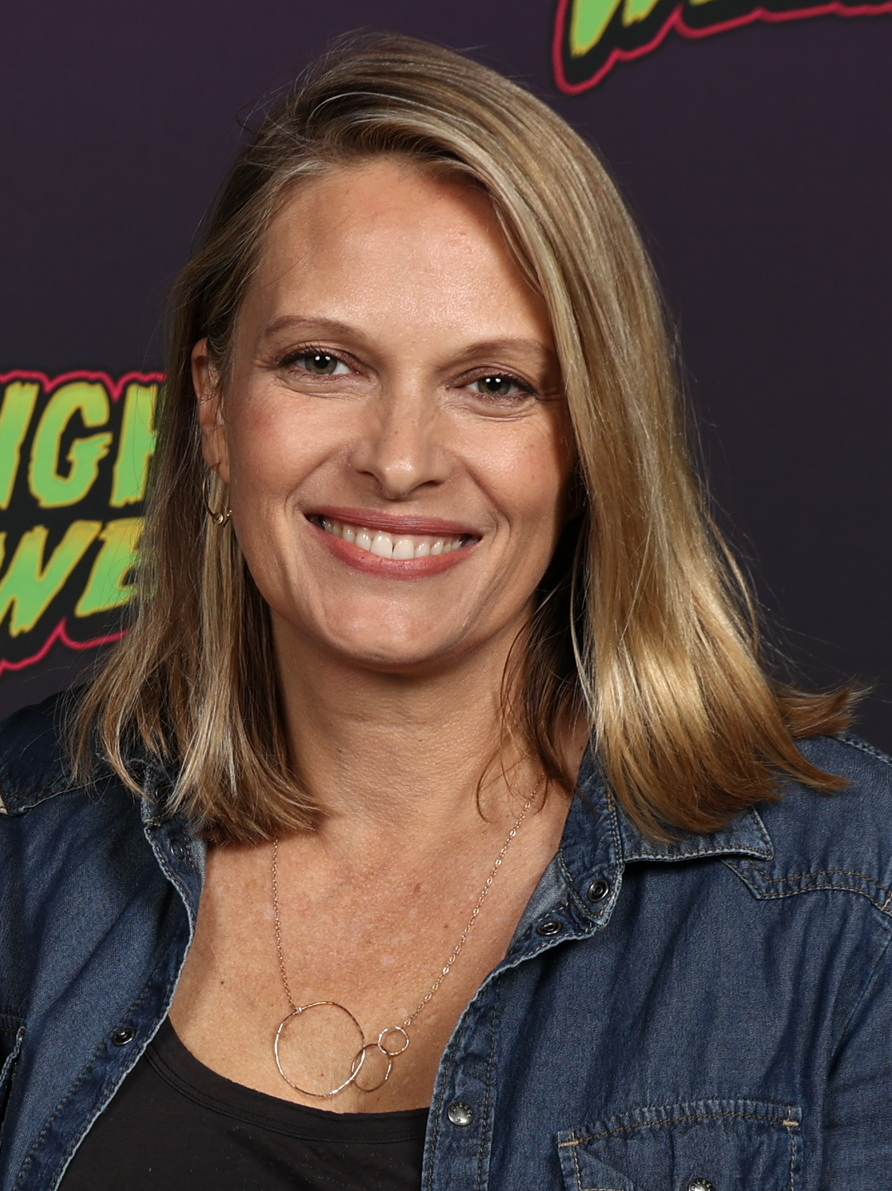
Vinessa Shaw (2023)

Vinessa Elizabeth Shaw (* 19. Juli 1976 in Los Angeles) ist eine US-amerikanische Schauspielerin und Model.

## Leben
Vinessa Shaw, die Tochter der Schauspielerin Susan Damante-Shaw, debütierte 1981 in dem Horrorfilm Bloodparty. Sie studierte am Barnard College, erreichte jedoch keinen Abschluss. Für ihre Rolle in der Sportkomödie Monty – Immer hart am Ball (1992) wurde sie 1993 für den Young Artist Award nominiert. Für den Preis war sie 1994 für ihre schauspielerische Leistung an der Seite von Bette Midler und Sarah Jessica Parker in der Fantasykomödie Hocus Pocus (1993) erneut nominiert. Im Jahr darauf erhielt sie für ihre Rolle in der Fernsehserie McKenna sowie für ihren Gastauftritt in der Fernsehserie Mord ist ihr Hobby (beide 1994) jeweils eine weitere Nominierung für den Young Artist Award.
In dem Abenteuerfilm Coyote Summer (1996) übernahm Shaw eine Hauptrolle. In Stanley Kubricks Eyes Wide Shut (1999) spielte sie die Prostituierte Domino. Eine größere Rolle hatte sie an der Seite von Aaron Stanford und Kathleen Quinlan in dem Horrorfilm The Hills Have Eyes – Hügel der blutigen Augen (2006). In dem Kriegsdrama Badland (2007) verkörperte sie die Ehefrau eines Veteranen (Jamie Draven), der diese mitsamt ihren Kindern erschießt.
Vinessa Shaw war auch als Fotomodell tätig. Ihre Schwester Natalie Shaw ist ebenfalls Schauspielerin.

## Filmografie (Auswahl)
- 1981: Bloodparty (Home Sweet Home)
- 1991: Sehnsucht ohne Grenzen (Long Road Home) (TV-Film)
- 1992: Monty – Immer hart am Ball (Ladybugs)
- 1993: Hocus Pocus
- 1994: McKenna (TV-Serie, Pilotfolge)
- 1994: Mord ist ihr Hobby (Murder, She Wrote) (TV-Serie, eine Folge)
- 1995: New York Undercover (TV-Serie, eine Folge)
- 1996: Coyote Summer
- 1998: L.A. Without a Map
- 1999: Eyes Wide Shut
- 2000: Das Gewicht des Wassers (The Weight of Water)
- 2001: Mister Undercover (Corky Romano)
- 2002: 40 Tage und 40 Nächte (40 Days and 40 Nights)
- 2004: Melinda und Melinda (Melinda and Melinda)
- 2006: The Hills Have Eyes – Hügel der blutigen Augen (The Hills Have Eyes)
- 2007: Todeszug nach Yuma (3:10 to Yuma)
- 2007: Badland
- 2008: Two Lovers
- 2008: Stag Night
- 2010: Dr. House (TV-Serie, Folge Massage Therapy)
- 2012: CSI: NY (TV-Serie, eine Folge)
- 2012: Der Ruf der Wale (Big Miracle)
- 2012–2013: Vegas (TV-Serie, sieben Folgen)
- 2013: Side Effects – Tödliche Nebenwirkungen (Side Effects)
- 2013: Siren
- 2014: Cold in July
- 2014: After the Fall
- 2014: Those Who Kill (TV-Serie, drei Folgen)
- 2014: Electric Slide
- 2014: Ray Donovan (TV-Serie, zehn Folgen)
- 2015: Bereave
- 2017: Clinical
- 2018: Family Blood
- 2021: The Blazing World
- 2021: 12 Mighty Orphans
- 2023: Swagger (Fernsehserie, sieben Folgen)
- 2024: Eiskalte Engel (Cruel Intentions, TV-Serie, eine Folge)
- 2024: Yellowstone (TV-Serie, eine Folge)